# Rumunistyka
Rumunistyka – dyscyplina humanistyczna, której przedmiotem badań są dzieje, kultura (w tym literatura) Rumunii i język rumuński. Rumunistyka jest poddyscypliną romanistyki.
Ukształtowanie się rumunistyki jako odrębnej dyscypliny naukowej związany jest z tzw. szkołą siedmiogrodzką. Był to ruch polityczny i kulturowy, rozwijający się wśród rumuńskiej inteligencji na terenie Siedmiogrodu. Przedstawiciele szkoły (m.in. Ion Budai-Deleanu, Samuel Klein, Petru Maior czy Gheorghe Șincai) motywowani ideologią rumuńskiego odrodzenia narodowego prowadzili studia nad dziejami ziem rumuńskich oraz językiem rumuńskim. Efektem badań było m.in. opracowanie pierwszej gramatyki języka rumuńskiego przez Samuela Klaina i Gheorghe Șincaia (Podstawy dako-romańskiego czyli wołoskiego języka, łac. Elementa linguae daco-romanae sive valachicae, 1780).
Ważnym etapem rozwoju badań rumunistycznych było utworzenie w uniwersytetów w Jassach (1860) oraz w Bukareszcie (1864), gdzie działały sekcje zajmujące się językiem rumuńskim i rodzimą literaturą. W 1866 r. powstało Rumuńskie Towarzystwo Literackie (rum. Societatea Literară Română), przekształcone w 1867 r. w Rumuńskie Towarzystwo Akademickie (rum. Societatea Academică Română) a następnie w 1879 r. w Akademię Rumuńską. Utworzenie instytucji naukowych wpłynęło na zintensyfikowanie badań nad rodzimą kulturą i językiem. W drugiej połowie XIX w. powstało wiele prac, dotyczących m.in. historii literatury rumuńskiej, ukazywały się szkice historyczne, syntezy dziejów języka rumuńskiego, słowniki i gramatyki. Wśród nich wymienić można m.in. pierwszy słownik etymologiczny języka rumuńskiego, Dictionnaire d'étymologie daco-romane Alexandru Cihaca, opublikowany w dwu tomach w latach 1870 i 1879 r. 
Wśród badaczy, którzy na przełomie XIX i XX w. wyróżnili się w badaniach nad językiem rumuńskim, byli m.in. Moses Gaster, Alexandru Philippide, Sextil Pușcariu, Sever Pop oraz Nicolae Iorga.